# Артур Милер
Артур Ашер Милер (енгл. Arthur Asher Miller; Харлем, 17. октобар 1915 — Роксбери, 10. фебруар 2005) је био амерички драматург и есејиста у америчком позоришту 20. века. Милер је био значајна личност у америчком театру, пишући драме међу којима су Сви моји синови (1947), Смрт трговачког путника (1949), Вештице из Салема (1953) и Поглед са моста (1955–1956), као и сценарио за филм Неприлагођени.
Милер је често био у очима јавности, нарочито од краја 1940-их до почетка 1960-их, када је сведочио пред Домом комитета за неамеричке активности, добио Пулицерову награду за драму и био ожењен Мерилин Монро. Године 1980, Милер је примио Књижевну награду Сент Луис од Универзитета Сент Луис. Он је добио Награду принцезе од Астурије, престижно империјално одликовање, 2002. године и Јерусалимску награду 2003. године.

## Биографија

### Живот и рана каријера
Артур Ашер Милер је рођен 17. октобра 1915. године у Њујорку, као друго од троје деце пољско-јеврејских имиграната, Исидоре и Августа Милера. Његов отац, неписмени али добро стојећи предузетник, био је власник дућана женске одеће у којој је запошљавао 400 особа. Породица је живела на Менхетну. 1929. године, након слома берзе на Вол Стриту, Милерови су изгубили готово све те се селе у Бруклин где Милер ради као достављач хлеба и помаже породици да састави крај с крајем. Након што је 1932. године завршио средњу школу, радио је бројне бедне послове како би платио школовање на колеџу.
Након што је на Универзитету у Мичигену почео да студира журналистику, Милер је радио као репортер и ноћни уредник студентских новина The Michigan Daily. У овом периоду настао је његов први рад No Villain. Касније је променио смер студија, и почео да студира енглески језик и добио награду Avery Hopwood за No Villaina. Његов први ментор био је професор Кенет Рој са којим је Милер задржао јаке везе током целог живота.
Милер је дипломирао 1938.године, након чега се придружио агенцији Federal Theater Project, основаној у доба Њу дила са задатком да осигура посао позоришним радницима. Након што је 1939. године ова агенција затворена због страха Конгреса од уплива комунистичких идеја, Милер почиње са радом у Бруклинској луци (Brooklyn Navy Yard), пишући радио драме од којих су неке емитоване на CBS-у.
Дана 5. августа 1940, венчао се са својом девојком из колеџа, Мери Слатери. Пар је имао двоје деце, Џејн и Роберта. Роберт, сценариста и редитељ, био је продуцент филма Вештице из Салема (The Crucible), снимљеног 1996. године.
Године 1940, Милер је написао позоришни комад The Man Who Had All the Luck, који је изведен у Њу Џерзиу исте године те добио националну позоришну награду (Theatre Guild's National Award). Ипак, представа је скинута са програма након само четири извођења. Године 1946, Милерова је представа Сви моји синови (All My Sons), коју је започео са писањем 1941. године, била прави бродвејски успех са којом је добио своју прву Тони награду за најбољег аутора и која га је коначно успоставила као драмског писца.
Године 1948, написао је Смрт трговачког путника који се данас сматра класичним делом светског театра. Дело је своју позоришну премијеру имало 1949. године у режији Елије Казана. Оно је задобило је хвалоспеве критике, освојивши, између осталог, Тони награду за најбољег аутора те Пулицерову награду за драму. Представа је одиграна 742 пута.
Милер и Казан, иако пријатељи, разишли су се након што је Казан сведочио пред Одбором за противамеричко деловање (одбор је имао првенствени циљ да се бори против симпатизера комунистичког покрета међу уметницима) у којем је оптужио неколицину позоришних радника да су припадници Комунистичке партија. Кроз дело Вештице из Сејлема, Милер је упоредио рад овог Одбора са ловом на вештице. Вештице из Салема, премијерно приказане 1953. године, представљају најизвођеније дело Артура Милера по којем је написана и опера, за коју је Роберт Вард добио Пулицерову награду за музику 1962. године. Недуго након премијере Вештица из Салема, Одбор за противамеричко деловање одбио је да Милеру изда пасош и тиме га спречило да присуствује премијери драме у Лондону 1954. године.
У јуну 1956, Милер је напустио своју прву супругу Мери Слејтери и венчао се са Мерилин Монро са којом се први пут срео у априлу 1951, и са којом је од тада био у сталном контакту. Монро је играла главну улогу у филму Неприлагођени (The Misfits) насталом према Милеровом сценарију. Међутим, тај филм је био апсолутни промашај. Неколико месеци пре премијере, 1961. године, пар се развео а деветнаест месеци касније, Монро је пронађена мртва у својој кући од превелике дозе таблета које је узела.
Године 1962, Милер се венчао са фотографкињом Инге Морат са којом је имао двоје деце: кћерку Ребеку и сина Даниела рођеног са Дауновим синдромом. Даниел је касније смештен у специјалну установу, а на Милерово инсистирање, искључен је из његовог приватног живота. Пар је остао заједно све до Ингине смрти 2002. Милеров зет, Данијел Деј Луис, често је посећивао Даниела те је касније успео да наговори Милера да коначно посети свог одраслог сина.

### Каснија каријера
Године 1964, Милер је написао позоришни комад After The Fall, као дубоко лични поглед на брак са Монро. Изузетну популарност изазвала је чињеница да је она приказана кроз лик Маги. Године 1965, изабран је за првог америчког председника Међународног ПЕН центра, на чијем је челу остао четири године. У овом периоду Милер је написао познату породичну драму The Price која представља за његово најуспешније дело након Смрти трговачког путника.
Године 1969, Милерова дела су забрањена у Совјетском Савезу због учешћа у кампањи за ослобађање дисидентских писаца. Током '70-тих, Милер је провео много времена експериментишући са театарским приказима. Међутим оба његова позната рада, комедија The Creation of the World and Other Business те музичка адаптација драме Up from Paradise, доживела су комерцијални дебакл и хладан пријем критике.
Године 1983, Милер путује у Кину како би продуковао и режирао Смрт трговачког путника у Народном позоришту у Пекингу. Представа је доживела велики успех у Кините 1984. објављује књигу о свом кинеском искуству под називом Трговачки путник у Пекингу. Године 1987, објављено је његово аутобиографско дело Тимебендс у којем је Милер проговорио о до тада непознатим детаљима из живота са Моноро. Током раних '90-тих, Милер је написао три позоришна комада: The Ride Down Mt.Mogan (1991), Tha Last Yankee (1992) i Broken Glass (1994).
Милерова списатељска каријера трајала је готово седам деценија и у моменту смрти Милер је сматран за једног од највећих драмских писаца 20. века. Након смрти, почаст су му одали многи глумци, редитељи и продуцент, назвавши га посљедњим великим практичарем америчке позорнице.
Кристофер Бигсби написао је књигу Arthur Miller: The Definitive Biography, засновану на кутијама материјала којег му је предао Милер непосредно пре смрти, 2005. године. Књига је објављена у новембру 2008, и имала је циљ откривање необјављених радове у којима Милер напада неправде америчког расизма много пре него је то учино покрет за грађанска права.

## Одабрана дела
- Сви моји синови (All My Sons) (1947)
- Смрт трговачког путника (Death of a Salesman) (1949)
- Вештице из Салема (The Crucible) (1953)
- Поглед с моста (A View from the Bridge) (1955)
- После пада (After the Fall) (1964)